# 賀茂田守
賀茂 田守（かも の たもり、生没年不詳）は、奈良時代の貴族。氏姓は賀茂朝臣のち高賀茂朝臣。右兵衛率・賀茂虫麻呂の子。官位は従五位下・播磨守。

## 経歴
天平宝字8年（764年）藤原仲麻呂の乱における功労により従六位下より四階昇進して従五位下に叙爵する。同年11月に兄の法臣・円興とともに以下を言上して高鴨神（高鴨阿治須岐託彦根命）を本拠の大和国葛上郡へ祀ることを請う。これは許され、田守は土佐国へ派遣されて、高鴨神を迎え本来の地へ祀った（高鴨神社）。
昔、雄略天皇が葛城山で狩猟を行った際、老夫がいてことごとく天皇と獲物を競い合った。天皇は怒ってこの老父を土佐国へ流した。この老父は我々の先祖が祀っていた神の化身で、この時に天皇により放逐されてしまったものである。
神護景雲元年（767年）播磨守に任ぜられ、翌神護景雲2年（768年）一族の諸雄らとともに賀茂朝臣から高賀茂朝臣に改姓している。

## 官歴
『続日本紀』による。
- 時期不詳：従六位下
- 天平宝字8年（764年） 10月7日：従五位下。11月7日：見中衛将監
- 神護景雲元年（767年） 9月17日：播磨守
- 神護景雲2年（768年） 11月26日：賀茂朝臣から高賀茂朝臣に改姓